# 三合满族朝鲜族乡
三合满族朝鲜族乡（中国朝鲜语：／）是中华人民共和国吉林省辽源市东丰县下辖的一个民族乡。

## 行政区划
三合满族朝鲜族乡下辖以下村级行政区划单位：
东胜村、鲜明村、靠山村、中安村、庆合村、永安村、兴太村、义合村、义新村、胜利村、中心村、五道梁村、二道岗村、永宁村、沙河村和蚂蚁村。